# Chiloscyphus undulatus
Chiloscyphus undulatus là một loài rêu tản trong họ Lophocoleaceae. Loài này được (Mont.) Hässel de Menéndez mô tả khoa học lần đầu tiên năm 2009.